# Грушка, Григорий Теодорович
Григорий Теодорович Грушка (укр. Григорій Теодорович Грушка; 10 октября 1859 — 18 апреля 1913) — украинский греко-католический священник (с 1884), основатель и первый главный редактор первой украиноязычной газеты США «Свобода» (1893—1895).
Родился в сельской семье в Австрийской империи (Зарубинцы, ныне Тернопольская область Украины), начальное образование получил в Лемберге, теологию изучал в Риме. После рукоположения служил в Соборе святого Юра. В 1889 году эмигрировал в США, где активно занимался распространением греко-католицизма среди своих земляков, сначала в штате Пенсильвания (Шенандоа), а затем в Нью-Джерси. В 1893 году начал издавать газету «Свобода», редакторская статья первого номера была озаглавлена «Браття русини!». 22 февраля 1894 года основал «Руський народный союз». В 1896 обратился в православие и стал священником в Олд Фордже, однако в 1901 году вновь вернулся в Австро-Венгрию и подтвердил свою приверженность католицизму. Умер в селе Пеняки.